# Гылкэ, Константин
Константин Гылкэ (рум. Constantin Gâlcă; род. 8 марта 1972, Бухарест) — румынский футболист, центральный полузащитник. Известен как игрок «Стяуа» (Бухарест) и испанских клубов «Мальорка», «Эспаньол», «Вильярреал» и «Альмерия», а также сборной Румынии.
Участник чемпионатов Европы 1996 и 2000 годов и чемпионатов мира 1994 и 1998 годов.

### Клубная карьера
Гылкэ родился в Бухаресте и начал карьеру в 16 лет в третьем дивизионе, в «Прогресуле». Уже в следующем году он перешёл в «Арджеш», игравший в первом дивизионе Румынии, провёл за клуб 4 матча и пробился в молодёжную сборную.
В сезоне 1990/91 Гылкэ стал твёрдым игроком основы и сыграл 31 игру, забив дважды. Хорошо показав себя, он перебрался в румынский гранд — «Стяуа», где сразу закрепился в составе: в дебютном сезоне он забил 5 раз в 26 матчах, в том числе 2 — дальними ударами.
Гылкэ отыграл в «Стяуа» ещё два сезона, забив в них 13 голов. После победы в Кубке он уехал в Испанию, где играл ещё 11 лет, до конца карьеры. Первым клубом в Испании для него стала «Мальорка», за которую он забил 13 раз, чем помог клубу подняться в Примеру. Затем 4 сезона провёл в «Эспаньоле», выиграв с ним Кубок Испании.
Летом 2001 года Гылкэ подписал контракт с «Вильярреалом», но на второй год выпал из состава и закончил сезон в Сегунде в аренде в «Сарагосе», поднявшись с ней в Примеру.
Гылкэ ещё три сезона провёл в клубе Сегунды «Альмерия», отыграв 40 матчей в своём последнем сезоне. В 2005 году после трёх лет отсутствия он вернулся в сборную и завершил карьеру в июне 2006 года в возрасте 34 лет.

## Карьера в сборной
Гылкэ сыграл свой дебютный матч за сборную Румынии 22 сентября 1993 года против Израиля (товарищеский матч). Он вошёл в заявку сборной на чемпионат мира 1994, где трижды выходил на поле: против США на групповом этапе, в победном матче против Аргентины (1/8 финала) и проигранной по пенальти игре против Швеции в 1/4 финала.
С 1996 по 2000 год Гылкэ сыграл более сорока международных игр за Румынию, составив связку в центре поля с Доринелом Мунтяну. Отборочный цикл к чемпионату мира 1998 румыны прошли блестяще, выиграв 9 матчей из 10 и забив в общей сложности 37 голов (2 из них были на счету Гылкэ). На финальных этапах чемпионата мира 1998 и Евро-2000 Гылкэ выходил в основе в каждом матче, а его сборная в обоих случаях выходила в плей-офф (1/8 и 1/4 финала соответственно).

## Тренерская карьера
Обосновавшись в Альмерии после окончания карьеры, Гылкэ начал тренерскую карьеру в сезоне 2009/10, приняв резервную команду «Альмерии» в четвёртом дивизионе. 19 января 2010 года он был уволен после серии плохих результатов.
20 августа 2013 года Гылкэ был назначен главным тренером сборной Румынии до 17 лет. Его контракт истёк в июне 2014 года, и в том же месяце он был назначен на пост главного тренера румынского чемпиона «Стяуа», заменив ушедшего Лауренциу Регекампфа. Со «Стяуа» Гылкэ в сезоне 2014/15 выиграл чемпионат Румынии, Кубок Румынии, Кубок лиги и вышел в финал Суперкубка Румынии. В декабре 2015 года покинул клуб, уступив пост тренера вернувшемуся в клуб Регекампфу.
14 декабря был назначен главным тренером барселонского «Эспаньола».

## Достижения
- Орден «За спортивные заслуги» III степени I типа (2008)[6]

как игрок:
 Стяуа
- Чемпион Румынии: 1992/93, 1993/94, 1994/95, 1995/96
- Обладатель Кубка Румынии: 1991/92, 1995/96
- Обладатель Суперкубка Румынии: 1994, 1995
- Итого: 8 трофеев
- Почётный гражданин Бухареста: 1994[7]

 Эспаньол
- Обладатель Кубка Испании: 1999/2000
- Итого: 1 трофей

как тренер:
 Стяуа
- Чемпион Румынии: 2014/15
- Обладатель Кубка Румынии: 2014/15
- Обладатель Кубка лиги Румынии: 2014/15
- Финалист Суперкубка Румынии: 2014
- Итого: 4 трофея